# Operazione Prime Chance
L'operazione Prime Chance fu un'operazione militare condotta dal Comando operazioni speciali degli Stati Uniti tra agosto 1987 e giugno 1989, per proteggere da attacchi iraniani le petroliere battenti bandiera statunitense in navigazione nel golfo Persico. L'operazione fu quasi contemporanea, e in larga misura collegata, all'operazione Earnest Will (luglio 1987 – dicembre 1988), un'iniziativa principalmente della Marina statunitense per la scorta delle petroliere.

## In sintesi
L'operazione Prime Chance consistette principalmente in lunghe missioni notturne search and destroy effettuate con elicotteri dell'esercito statunitense.
Le missioni avevano lo scopo di creare ostacolo e deterrente per le forze iraniane intente a minacciare il trasporto internazionale nel golfo Persico con la posa di mine navali e l'attacco di petroliere.
A differenza dell'operazione Earnest Will, che fu ampiamente pubblicizzata come reazione alla richiesta di aiuto del Kuwait, l'operazione Prime Chance fu segreta.
Le missioni partivano da fregate e cacciatorpediniere della marina e da due piattaforme galleggianti

situate nella parte settentrionale del golfo Persico.
Anche unità d'élite SEAL operavano dalle piattaforme.
Gli elicotteri dell'esercito eseguivano missioni notturne, decollando e atterrando sui ponti delle imbarcazioni coperti dall'oscurità. I piloti, che spesso volavano ad appena dieci metri dal pelo dell'acqua, furono i primi a fare uso in combattimento di visori notturni e telecamere sensibili ai raggi infrarossi.
Tra le tattiche adottate vanno ricordati l'impiego di elicotteri MH-6 in voli di ricognizione in supporto dei più pesantemente armati AH-6 (nelle missioni lanciate dalle piattaforme) e l'utilizzo, allo stesso scopo, dei radar delle navi o degli elicotteri SH-60 Seahawk a bordo (nelle missioni lanciate dalle navi).

## Preparazione
La pianificazione e i preparativi per l'operazione furono intrapresi non molto dopo che una petroliera del primo convoglio formato nell'ambito dell'operazione Earnest Will colpì una mina.
L'incidente evidenziò la necessità di impiegare più forze armate per garantire la sicurezza dei natanti ad uso civile. Il Joint Chiefs of Staff
avviò la ricerca di piloti di elicottero in grado di eseguire missioni notturne da navi della Marina e si dispose ad addestrare i candidati alle speciali esigenze richieste dal compito.
Il 5 agosto 1987 alcuni elicotteri del
160th Special Operations Aviation Regiment (160º reggimento aviotrasportato «Night Stalkers») per operazioni speciali dell'esercito raggiunsero la nave di comando USS La Salle nel golfo Persico.

Il distaccamento fu diviso in due gruppi autosufficienti denominati seabat, ciascuno composto da un MH-6, due AH-6, equipaggio di volo e personale di supporto e manutenzione.
L'8 agosto uno dei distaccamenti a bordo della La Salle fu assegnato alla prima missione di scorta a un convoglio, mentre l'altro si trasferì sulla fregata USS Klakring a protezione dei rimorchiatori dragamine operanti nello stretto canale ad ovest dell'isola di Farsi.
Il giorno seguente il distaccamento su La Salle si trasferì sulla fregata USS Jarrett e prese parte alla scorta del convoglio fino al golfo di Oman.

## Esecuzione
In breve tempo furono avviate le operazioni da piattaforme petrolifere galleggianti, denominate Mobile Sea Base (MSB).
Predisposte come unità navali per azioni militari speciali denominate Naval Special Warfare Task Units (NSWTU), le piattaforme erano sotto il controllo di un ufficiale SEAL e rispondevano al gruppo navale per azioni militari speciali (Naval Special Warfare Task Group) della regione.
Ciascuna MSB era dotata di due distaccamenti di motoscafi da pattugliamento veloce Mark III, un plotone SEAL, marine in funzione di sicurezza, elicotteri da combattimento MH-6 e AH-6 «Little Bird» e Black Hawk allestiti per missioni di recupero dall'esercito e
controllori di volo dall'Aviazione.
La base mobile Hercules era equipaggiata dalle unità navali d'elite da combattimento della east coast comprendenti i motoscafi da pattugliamento 777 e 758 della Special Boat Unit 20 e della Special Boat Unit 24.
La base mobile Wimbrown VII era equipaggiata da unità della west coast comprendenti i motoscafi da pattugliamento 753 e 757 della Special Boat Unit 13 e 775, 776 della Special Boat Unit 12.
Probabilmente il combattimento più intenso nel corso di Prime Chance si svolse il 21 settembre 1987, quando fu attaccata la Iran Ajr, una nave iraniana convertita alla funzione di posamine.
Con l'ausilio di strumenti per la visione notturna l'equipaggio di un elicottero da combattimento dell'esercito tenne sotto osservazione il vascello iraniano mentre posava diverse mine navali per poi
abbattervisi contro con intenso fuoco di mitragliatrici e razzi.

Una unità SEAL arrembò la nave e ne guadagnò rapidamente il controllo. Alcuni marinai iraniani furono recuperati dalle acque del golfo, in cui si erano gettati. Il giorno seguente l'imbarcazione fu affondata.
Il 18 febbraio 1988 giunse il primo distaccamento della la Task Force 118, dotata di elicotteri OH-58D Kiowa Warrior.
Earnest Will si concluse circa cinque mesi dopo l'inizio della tregua tra Iran e Iraq nel luglio 1988. La Wimbrown VII approdò presto in porto, mentre i pattugliamenti nell'ambito di Prime Chance proseguirono dalla Hercules fino a giugno 1989.

## Unità
Le seguenti unità furono impegnate nell'operazione Prime Chance:
- 160º Reggimento Aviotrasportato Operazioni Speciali, detto «Night Stalkers», la squadriglia d'elite dell'esercito dedicata alle operazioni speciali.
- Task Force 118, unità regolare dell'esercito dotata di elicotteri AH-58D Warrior con visori a infrarosso per facilitare l'avvistamento di piccole imbarcazioni. Nel 1990 riorganizzata nella quarta squadriglia del 17º reggimento di cavalleria e infine, nel 1994, quarta squadriglia del secondo reggimento di cavalleria corazzato[6]
- Mobile Sea Base Hercules e Wimbrown VII, piattaforme petrolifere galleggianti affittate da una compagnia petrolifera per le operazioni delle unità SEAL, dell'equipaggio delle piccole imbarcazioni della Marina e degli elicotteri dell'esercito.
- USS Deyo[7]
- USS John A. Moore
- USS Klakring
- USS La Salle
- USS Samuel B. Roberts
- SEAL Team 1
- SEAL Team 2
- Special Boat Unit 12
- Special Boat Unit 13